# Удивительные истории (телесериал, 2020)
«Удивительные истории» (англ. Amazing Stories) — американский телесериал-антология в жанре научной фантастики и ужасов, транслируемый на стриминговом сервисе Apple TV+ с 2020 года. Исполнительными продюсерами выступили Стивен Спилберг, Эдвард Китсис, Адам Хоровиц, Дэррил Фрэнк и Джастин Фолви.  
Сериал является перезагрузкой одноимённого телесериала 1985 года. При этом, Спилберг принимал участие в производстве обоих телесериалов. После окончания 1 сезона в апреле 2020 года, сериал был закрыт Apple в том же 2020 году.

## Производство

### Разработка
23 октября 2015 года было объявлено, что телеканал NBC начал разработку перезапуска культового фантастического сериала «Удивительные истории», который был создан Стивеном Спилбергом. Предполагалась, что автором пилотного эпизода сериала станет Брайан Фуллер, а производственной компанией должна была стать Universal Pictures Television. Также, изначально не предполагалось, что Стивен Спилберг примет участие в производстве сериала. 
10 октября 2017 года стало известно, что компания Apple заказала одноимённый телесериал-перезагрузку из 10 эпизодов. Продюсерской компанией была назначена Amblin Television.  
7 февраля 2018 года Фуллер ушёл с поста шоураннера из-за творческих разногласий. При этом, перед тем, как покинуть проект, он оставил Apple готовый черновой сценарий сериала. Тогда же стало известно, что исполнительный продюсер, Харт Хэнсон, также ушёл из проекта. 22 мая 2018 года исполнительными продюсерами и шоураннерами сериала были назначены Эдвард Китсис и Адам Хоровиц. 4 декабря 2018 года стало официально известно, что один из эпизодов сериала был снят Марком Майлодом, а исполнительным продюсером этого эпизода выступил Эдвард Бёрнс.

### Кастинг
В декабре 2018 года стало известно, что Эдвард Бёрнс, Остин Стоуэлл и Керри Бише появятся в качестве пришлашённых звёзд в одном из эпизодов будущего сериала. 11 октября 2019 года было объявлено, что Роберт Форстер также появится в сериале. Роль в сериале стала последней для Роберта — 3 эпизод был посвящён памяти актёра. 19 января 2020 года к актёрскому касту присоединились Виктория Педретти, Дилан О’Брайен, Джош Холлоуэй и Саша Александр.

### Съёмки
Съёмки сериала стартовали в ноябре 2018 года в штате Джорджия, США. Съёмочный процесс проходил в различных городах штата — Форсайте, Гриффине и многих других. 

## Сезоны
| Сезон | Серии | Серии | Даты показа  | Даты показа     |
| Сезон | Серии | Серии | Первая серия | Последняя серия |
| ----- | ----- | ----- | ------------ | --------------- |
| 1     | 5     | 5     | 6 марта 2020 | 3 апреля 2020   |

## Эпизоды

### Сезон 1(2020)
| № общий | № в сезоне | Название                                 | Режиссёр       | Автор сценария              | Дата премьеры |
| --- | ---------- | ---------------------------------------- | -------------- | --------------------------- | ------------- |
| 1 | 1          | «Подвал» «The Cellar»                    | Крис Лонг      | Джессика Шарзер             | 6 марта 2020  |
| У случайного путешественника во времени завязывается роман с женщиной, которая родилась сто лет тому назад. |            |                                          |                |                             |               |
| 2 | 2          | «Жара» «The Heat»                        | Сильвен Уайт   | Чинака Ходж                 | 13 марта 2020 |
| Призрак легкоатлетки, погибшей в чудовищной автокатастрофе, расследует причины своей смерти и пытается помочь своей лучшей подруге поступить в колледж.                                                                                                 |            |                                          |                |                             |               |
| 3 | 3          | «Диномен и Вольт» «Dynoman and the Volt» | Сюзанна Фогель | Питер Экерман               | 20 марта 2020 |
| Старый мужчина получает кольцо супергероя, заказанное им ровно 60 лет назад по почте. Теперь дедушка умеет превращаться в супергероя и пытается стать героем для своего внука.                                                                          |            |                                          |                |                             |               |
| 4 | 4          | «Признаки жизни» «Signs of Life»         | Майкл Диннер   | Леа Фонг                    | 27 марта 2020 |
| Девушка по имени Сара выходит из шестилетней комы. При этом, у неё проявляется амнезия и другие побочные эффекты. Тем временем дочь Сары, Алия, понимает, что её мама связана с предыдущими похожими случаями.                                          |            |                                          |                |                             |               |
| 5 | 5          | «Разрыв» «The Rift»                      | Марк Майлод    | Ричард Рэйнер, Дон Хэндфилд | 3 апреля 2020 |
| Истребитель времён Второй Мировой Войны терпит крушение недалеко от города. Девушка по имени Мэри спасает пилота, Теодора, и узнаёт, что за ним охотится целая армия сотрудников ФБР, которые считают, что появление Теодора — дурное предзнаменование. |            |                                          |                |                             |               |

## Реакция
На сайте-агрегаторе Rotten Tomatoes сериал имеет 41% одобрения на основе 34 отзывов со стороны критиков. Консенсус сайта гласит: «Хоть сериал и прикладывает немало стараний, чтобы искренне понравиться зрителям, он всё равно похож на устаревшую переделку, нежели на истинную перезагрузку».
На сайте Metacritic у «Удивительных историй» имеется средняя оценка в 51 балл из 100 на основе 14 отзывов от критиков.  
В 2021 году «Удивительные истории» были номинированы на премию «Сатурн» в категории «Лучшая телепостановка».